# Bert Zuurman
Bert Zuurman (Winschoten, 16 maart 1973) is een voormalig Nederlands voetballer en begon zijn voetballoopbaan in de jeugd bij de voetbalvereniging VV ASVB in Blijham (Oost-Groningen), waar hij als zeer talentvolle, veel scorende spits de gehele jeugdopleiding doorliep en werd gescout door FC Groningen. Hij speelde bij FC Groningen meestal als invallende pinchhitter als centrumspits en scoorde, mede door blessureleed, meestal via invalbeurten enigszins teleurstellend slechts tweemaal in twee seizoenen. Daarna vervolgde Zuurman zijn voetbalcarrière in de eerste divisie bij Heracles en bij sc Heerenveen, opnieuw in de eredivisie. Vervolgens nog bij de eerste divisieclubs BV Veendam, Eindhoven, Emmen, FC Zwolle en ten slotte TOP Oss. Aan het eind van het seizoen 2005/06 is hij gestopt met betaald voetbal. Vanaf de zomer van 2011 was hij hoofdtrainer van PEC Zwolle Vrouwen. Op 9 februari 2013 werd bekendgemaakt dat Zuurman vertrok als hoofdtrainer en aan de slag ging als KNVB WorldCoach in India.

## Clubstatistieken
| Seizoen | Club            | Land      | Competitie     | Duels | Goals |
| ------- | --------------- | --------- | -------------- | ----- | ----- |
| 1990/91 | FC Groningen    | Nederland | Eredivisie     | 3     | 1     |
| 1991/92 | FC Groningen    | Nederland | Eredivisie     | 13    | 1     |
| 1992/93 | FC Groningen    | Nederland | Eredivisie     | 2     | 0     |
| 1992/93 | SC Heracles '74 | Nederland | Eerste divisie | 15    | 4     |
| 1993/94 | sc Heerenveen   | Nederland | Eredivisie     | 6     | 0     |
| 1994/95 | sc Heerenveen   | Nederland | Eredivisie     | 1     | 0     |
| 1994/95 | BV Veendam      | Nederland | Eerste divisie | 24    | 11    |
| 1995/96 | sc Heerenveen   | Nederland | Eredivisie     | 1     | 0     |
| 1995/96 | BV Veendam      | Nederland | Eerste divisie | 19    | 5     |
| 1996/97 | BV Veendam      | Nederland | Eerste divisie | 26    | 2     |
| 1997/98 | BV Veendam      | Nederland | Eerste divisie | 32    | 16    |
| 1998/99 | Eindhoven       | Nederland | Eerste divisie | 27    | 16    |
| 1999/00 | Eindhoven       | Nederland | Eerste divisie | 20    | 7     |
| 1999/00 | FC Emmen        | Nederland | Eerste divisie | 11    | 2     |
| 2000/01 | Emmen           | Nederland | Eerste divisie | 24    | 7     |
| 2001/02 | FC Zwolle       | Nederland | Eerste divisie | 18    | 0     |
| 2002/03 | FC Zwolle       | Nederland | Eredivisie     | 9     | 0     |
| 2003/04 | FC Zwolle       | Nederland | Eredivisie     | 25    | 4     |
| 2004/05 | FC Zwolle       | Nederland | Eerste divisie | 30    | 7     |
| 2005/06 | TOP Oss         | Nederland | Eerste divisie | 25    | 0     |
| Totaal  | Totaal          | Totaal    | Totaal         | 363   | 99    |

## Erelijst
| Nationaal               |    |         |
| Kampioen Eerste Divisie | 1x | 2001/02 |